# بعجه
بعجه (به عربی: بعجة) یک روستای نوسنگی در ۱۴ کیلومتری شمال پترای اردن است. این سکونت‌گاه در ارتفاع ۱۱۶۰ متری از سطح دریا قرار دارد و برای رسیدن به آن باید از دره‌ای عمیق و باریک بالا رفت. در بیرون ورودی بعجه بقایای یک سکونت‌گاه اسلامی قرار دارد که احتمالاً روی یک سکونت‌گاه قدیمی تر نبطی واقع شده است.